# Wspólnota administracyjna Eggenthal
Wspólnota administracyjna Eggenthal – wspólnota administracyjna (niem. Verwaltungsgemeinschaft) w Niemczech, w kraju związkowym Bawaria, w rejencji Szwabia, w regionie Allgäu, w powiecie Ostallgäu. Siedziba wspólnoty znajduje się w miejscowości Eggenthal. Wspólnota powstała 1 maja 1978.
Wspólnota administracyjna zrzesza trzy gminy wiejskie (Gemeinde): 
- Baisweil, 1 296 mieszkańców, 26,28 km²
- Eggenthal, 1 299 mieszkańców, 28,10 km²
- Friesenried, 1 524 mieszkańców, 22,24 km²